# Bauanleitung
Eine Bauanleitung ist eine chronologische Sammlung von Anweisungen oder Informationen, die dazu dient, einen bestimmten Gegenstand oder ein Objekt anzufertigen oder herzustellen.

## Übersicht
Grundsätzlich spricht man in zwei verschiedenen Bereichen von Bauanleitungen. Zu unterscheiden sind die technische Bauanleitung, die inhaltlich der ursprünglichen Wortbedeutung entspricht, also eine Anleitung dazu ist, etwas zu bauen, und die Bauanleitung im Wissenschaftsbereich der Gentechnologie.

## Technische Bauanleitung

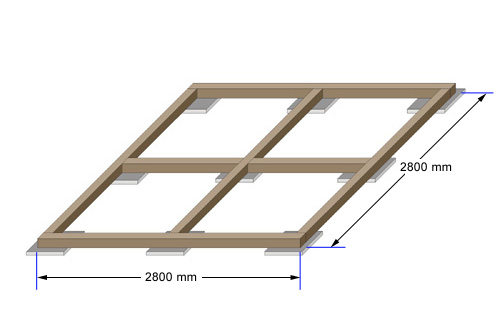
Bauanleitung 1

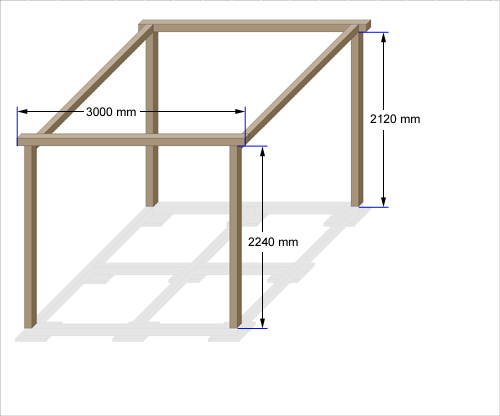
Bauanleitung 2

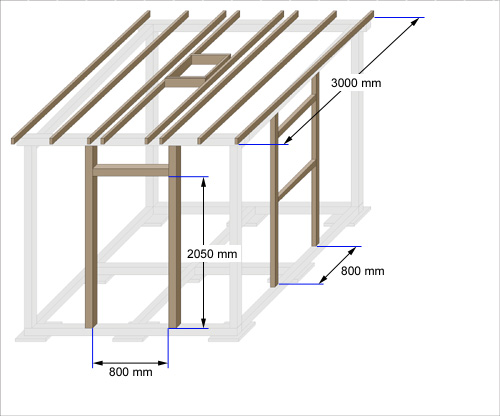
Bauanleitung 3

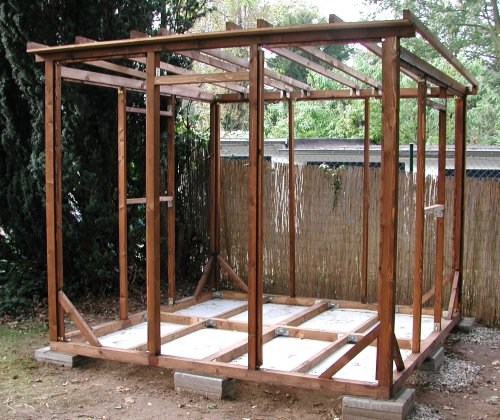
Bauanleitung 4

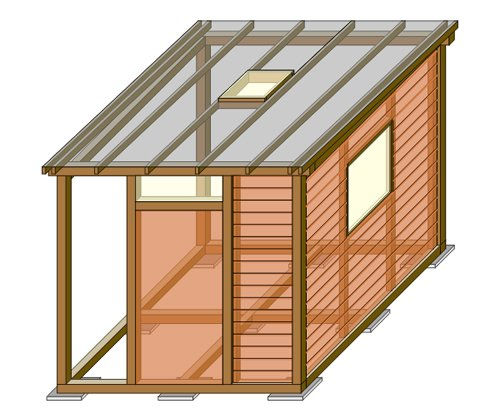
Bauanleitung 5

Die Anweisungen einer technischen Bauanleitung bestehen in der Regel aus textlichen Einzelanweisungen, die oft durch Fotos oder Zeichnungen ergänzt sind, und einzelne Arbeitsschritte einer sinnvoll gegliederten Vorgehensweise beschreiben. Grundsätzlich können Bauanleitungen auch ausschließlich aus Texten oder Zeichnungen, oft sind dies Schnittzeichnungen, bestehen.
Eine Bauanleitung besteht typischerweise aus dieser gegliederten Anweisung, einer Liste aller zum Bau benötigten Materialien, sowie einer Übersicht der Werkzeuge, Maschinen und Geräte, die zur Umsetzung der Bauanleitung und zur Herstellung des Gegenstands erforderlich sind.
Eine Anleitung zur Fertigstellung eines Produkts, wie zum Zusammenbau eines Möbelstücks, stellt keine Bauanleitung im ursprünglichen Sinn, sondern eine reine Aufbauanleitung, eine Gebrauchsanleitung, oder eine Bedienungsanweisung dar. Auch Explosionszeichnungen, wie sie oft technischen Geräten beiliegen, sind keine Bauanleitungen, sondern lediglich eine schematische Darstellung des Produktes, die beispielsweise der Ersatzteilbestimmung dient.
Eine Bauanleitung versetzt den Anwender in die Lage, den gewünschten Gegenstand oder das beschriebene Objekt, nur mit Hilfe der Anleitung, des benötigten (Bau-)Materials und der erforderlichen Hilfsmittel zu bauen, ohne dabei irgendwelche vorgefertigten Teile oder Baugruppen verwenden zu müssen.
Der Übergang zwischen einer Bastelanleitung und einer Bauanleitung ist fließend. Gerade im Modellbau werden möglichst detaillierte und exakte Anleitungen benötigt. Anleitungen, die den Bau einfacherer Objekte beschreiben und leicht nachzuvollziehen sind, werden oft als Bastelanleitungen bezeichnet. Dagegen sind umfangreiche und komplexere Anleitungen mit maßhaltigen Bauplänen schon Bauanleitungen.
Für beinahe jeden technischen Bereich existieren fertige Bauanleitungen, die von jedem mehr oder weniger versierten Anwender genutzt werden können. Von Anleitungen, die die Fertigung technischer Geräte oder elektronischer Bauteile beschreiben, über Bauanleitungen für die Herstellung von Alltagsgegenständen, bis hin zu Aufbauanleitungen für Einfamilienhäuser, fast alles ist dank der Informationsquelle Internet erhältlich. Viele solcher Anleitungen werden sogar kostenlos angeboten.

### Geschichte
In der Spätantike und im Mittelalter stellten Bauanleitungen den Wissensschatz eines Meisters dar. Die Anleitungen zum Bau bestimmter Elemente an einem Gebäude oder Werkstück wurden vom Baumeister an den Gesellen nur in mündlicher Form weitergegeben. Diese mussten wörtlich auswendig gelernt werden. In vielen Zünften konnte nur die Meisterprüfung bestehen, wer eine bestimmte Anzahl komplizierter Bauanleitungen frei hersagen konnte. Diese Vorgehensweise diente dem Erhalt von Fähigkeiten und Kunstfertigkeiten und war zugleich eine frühe Form der Sicherheitsvorschriften, denn nur wer sehr exakt und basierend auf den Erfahrungen früherer Meister arbeitete, konnte die erforderliche Statik und Stabilität sicherstellen.
Diese Angaben bezogen sich auf den Begriff der Bauanleitung im ursprünglichen Wortsinn, bei dem es darum ging, jemanden dabei anzuleiten, etwas zu bauen. Und gebaut wurden in vorindustrieller Zeit fast ausschließlich Gebäude und Wehranlagen. In den übrigen Handwerken und im Zusammenhang mit der Herstellung technischen Geräts sprach man ursprünglich nicht vom bauen, sondern vom machen. Ein Fingerring, ein Hut, ein Gürtel, ein paar Schuhe, aber auch ein Korb, eine Truhe, ein Wagen, eine Bank oder ein Schrank wurden gemacht. Dementsprechend wurden die Berufe bezeichnet.

## Genetische Bauanleitung

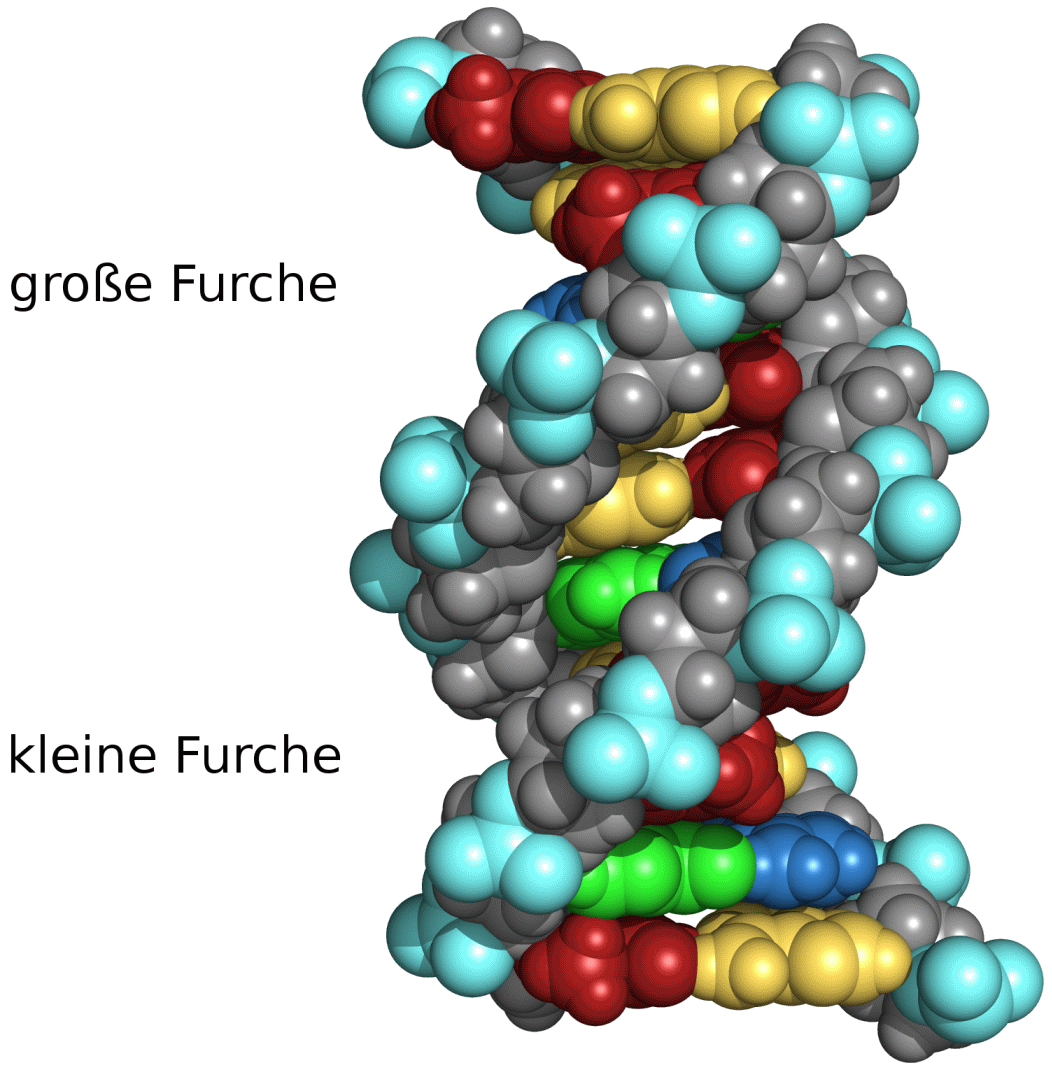
DNA-Helix

Als Bauanleitung eines Organismus wird in Biologie und Medizin die Summe der in seinem Erbmaterial, dem Genom, niedergelegten genetischen Informationen verstanden. Die Gene jedes Lebewesens, als Bestandteil der Erbsubstanz DNA, enthalten Anweisung für die Herstellung bestimmter Eiweiße, der Proteine. Auch diese Anweisungen werden als Bauanleitung oder Rezept bezeichnet.